# Исад
Исад — деревня в Печорском районе Псковской области России. Входит в состав сельского поселения «Круппская волость».
Расположена на севере района на побережье Псковского озера, в 1,5 км к востоку от волостного центра, деревни Крупп. Южнее и западнее деревни протекает река Моложевка, у устья которой находятся острова Поляк и Исад (Паства).

## Население
Численность населения деревни по состоянию на конец 2000 года составляла 11 жителей.
| 2001 | 2002 | 2010 |
| ---- | ---- | ---- |
| 11   | →11  | ↘4   |